# Шолданешти
Шолданешти је град и седиште Шолданештког рејона, у Молдавији. За време СССР - а град је носио назив Черненко.

## Медији
- Журнал ФМ - 99.1 MHz